# José Gálvez Estévez
José „Pepe“ Gálvez Estévez (* 3. August 1974 in Palma de Mallorca) ist ein spanischer Fußballtrainer und ehemaliger Fußballspieler.

## Karriere

### Verein
Gálvez spielte in seiner Jugend für RCD Mallorca. In der Saison 1991/92 gab er unter Trainer Llorenç Serra Ferrer mit nur 17 Jahren als jüngster Spieler in der Vereinsgeschichte sein Debüt bei den Profis. Es folgten 22 Ligaeinsätze und 3 Tore sowie der Abstieg in die Segunda División.
Nach einer soliden Zweitligasaison 1992/93 misslang Mallorca erst in den Relegationsspielen der sofortige Wiederaufstieg. Gálvez selbst gelangen 15 Treffer. Daraufhin wurde er von einigen Erstligisten umworben und wechselte zur Spielzeit 1993/94 zum FC Valencia.
Mit Valencia spielte Gálvez erstmals im UEFA-Pokal. Insgesamt stand der Spanier bei seinem neuen Verein in den folgenden zwei Jahren jedoch nur 16 Mal in der Startelf. Daher war die Saison 1995/96 eine Art Durchbruch für Gálvez: Er absolvierte 27 Partien von Beginn an, war mit 11 Toren vereinsintern der zweitbeste Torjäger hinter Predrag Mijatović und wurde mit seinem Klub Vizemeister.
Auf Grund einer Verletzung verpasste Gálvez eine Teilnahme an den Olympischen Sommerspielen 1996. Anschließend konnte er auch beim FC Valencia nicht mehr an seine vorherigen Leistungen anknüpfen. In der Saison 1996/97 verlor er seinen Stammplatz und kehrte zur Winterpause auf Leihbasis zum Zweitligisten RCD Mallorca zurück. Hier gelang ihm umgehend der Aufstieg in die Primera División. Daraufhin wurde der Leihvertrag mit Gálvez um ein weiteres Jahr verlängert. Doch auch in Mallorca konnte sich der Spanier fortan nicht in den Stamm der Mannschaft spielen.
1998 wechselte Gálvez zum Erstligisten Betis Sevilla. Mit den Andalusiern stieg er ab und wieder auf. Wegen mangelnder Einsätze wechselte er im Jahr 2001 erneut auf Leihbasis zum Zweitligisten FC Burgos, mit dem er umgehend in die Segunda División B abstieg. Daraufhin entschied Gálvez, seine professionelle Karriere mit 27 Jahren zu beenden. Auf Amateurebene spielte er noch ein Jahr für Vereine in seiner Heimatregion.

### Nationalmannschaft
Gálvez durchlief die Jugendnationalmannschaften Spaniens. Mit der U-17-Auswahl nahm er an der Fußball-Weltmeisterschaft 1991 teil und wurde Vizeweltmeister.

## Erfolge
- U-17-Vizeweltmeister: 1991
- Aufstieg in die Primera División: 1997, 2001